# Anastassija Bryshina
Anastassija Wiktoriwna Bryshina (ukrainisch Анастасія Вікторівна Бризгіна, engl. Transkription Anastasiya Bryzhina; * 9. Januar 1998 in Luhansk) ist eine ukrainische Sprinterin, die sich auf den 400-Meter-Lauf spezialisiert.

## Sportliche Laufbahn
Erstmals bei einer internationalen Meisterschaft, trat Anastassija Bryshina bei den U18-Weltmeisterschaften 2015 in Cali über 200 Meter an und belegte dort mit 23,84 s im Finale den sechsten Platz. Im Jahr darauf war sie Teil der ukrainischen 4-mal-400-Meter-Staffel für die Hallenweltmeisterschaften in Portland, bei denen die Ukraine in 3:40,42 min auf Platz fünf einlief. Bei den U20-Weltmeisterschaften im polnischen Bydgoszcz belegte sie mit der Staffel in 3:33,95 min erneut den fünften Gesamtrang. 2017 qualifizierte sie sich mit der Staffel für die Halleneuropameisterschaften in Belgrad und gewann in 3:32,10 min Bronzemedaille hinter den Mannschaften aus Polen und dem Vereinigten Königreich. Bei den U20-Europameisterschaften in Grosseto siegte Bryshina über 400 Meter in 52,01 s sowie mit der ukrainischen 4-mal-400-Meter-Staffel. Die Staffel stellte dabei mit 3:32,82 min einen neuen ukrainischen Juniorinnenrekord auf. Mit ihren Leistungen qualifizierte sie sich auch für die Weltmeisterschaften in London. Im Einzelbewerb schied sie dabei mit 52,26 s in der Vorrunde aus und konnte sich auch mit der ukrainischen Staffel nicht für das Finale qualifizieren. Wenige Wochen später erfolgte die Teilnahme an den Weltstudentenspielen in Taipeh, bei denen sie mit der Staffel disqualifiziert wurde.
2018 nahm sie mit der ukrainischen Stafette erneut an den Hallenweltmeisterschaften in Birmingham teil und erreichte in 3:31,32 min Rang vier. Während der Freiluftsaison qualifizierte sie sich erstmals für die Europameisterschaften in Berlin, bei denen sie mit 53,62 s in der ersten Runde ausschied. Zudem wurde das ukrainische Quartett im Vorlauf disqualifiziert. Im Jahr darauf belegte Brysjina bei den U23-Europameisterschaften in Gävle in 53,20 s den sechsten Platz über 400 Meter und erreichte mit der Staffel in 3:34,33 min Rang vier. Ende Oktober schied sie bei den Militärweltspielen in Wuhan im Einzelbewerb mit 54,38 s in der ersten Runde aus und gewann mit der Staffel in 3:33,68 min die Bronzemedaille hinter den Teams aus Polen und Russland. 2021 belegte sie bei den Balkan-Hallenmeisterschaften in Istanbul in 53,74 s den vierten Platz über 400 Meter und siegte mit der Staffel in 3:38,16 min. Anschließend schied sie bei den Halleneuropameisterschaften in Toruń mit 53,50 s in der ersten Runde im Einzelbewerb aus und erreichte mit der Staffel in neuer Landesrekordzeit von 3:30,38 min den fünften Platz. Im Jahr darauf startete sie mit der Staffel bei den Weltmeisterschaften in Eugene und schied dort mit 3:29,25 min im Vorlauf aus.
2016 wurde Bryshina ukrainische Hallenmeisterin in der 4-mal-400-Meter-Staffel. 

## Persönliches
Anastassija Bryshina ist die Tochter zweier Olympiasieger von 1988: Wiktor Bryshin (4-mal-100-Meter-Staffel) und Olha Wladykina-Bryshina (400-Meter-Lauf, 4-mal-400-Meter-Staffel). Ihre Schwester Jelysaweta Bryshina war bereits Europameisterin und Olympiamedaillengewinnerin.

## Persönliche Bestzeiten
- 200 Meter: 23,62 s (+1,6 m/s), 26. Mai 2016 in Kirowohrad
  - 200 Meter (Halle): 24,40 s, 7. Februar 2015 in Sumy
- 400 Meter: 51,89 s, 6. Juni 2017 in Luzk
  - 400 Meter (Halle): 52,87 s, 11. Februar 2021 in Sumy